# محمدحسین رفیعی
حسین رفیعی (زاده ۲۰ فروردین ۱۳۲۴ در بیرجند)؛ روزنامه‌نگار، نویسنده، زندانی سیاسی، فعال سیاسی ملی - مذهبی و از اعضای شورای ملی صلح است. او که از استادان بازنشسته دانشگاه تهران است تحصیلاتش را تا مقطع دکترا در امپریال کالج لندن دنبال کرده‌است و صاحب امتیاز و مدیر مسئول نشریه شیمی و توسعه بوده‌است.

## زندگی‌نامه
رفیعی تحصیلات مقدماتی را در روستای محل تولدش گذراند و پس از آن به بیرجند رفت. در همین زمان با مطالعه آثار مهندس بازرگان، آیت‌الله طالقانی، سید قطب، آل‌احمد علاقه‌مند به این طیف شد. او پس از گذراندن دوران سربازی و سه سال معلمی در روستاهای زنجان، در رشته شیمی دانشکده علوم دانشگاه تهران قبول شد. حضور در دانشگاه تهران و آشنا شدن با فضای روشنفکری آن زمان که در فضای پس از سرکوب تظاهرات ۱۵ خرداد به سر می‌برد و شرکت در جلسات دکتر شریعتی در حسینیه ارشاد تأثیر عمیقی بر شکل‌گیری تفکرات او داشت. در سال ۱۳۵۳ به آمریکا رفت. در آمریکا علاوه بر تحصیل در مقطع کارشناسی ارشد در دانشگاه داکوتای جنوبی به مطالعات سیاسی، مذهبی و اجتماعی خود ادامه داد. پس از اعلام تغییر ایدئولوژی در سازمان مجاهدین خلق، از کنفدراسیون دانشجویان جدا شد و به همراه عده‌ای دیگر «سازمان دانشجویان مسلمان» را در پاییز سال ۱۳۵۵ در آمریکا تشکیل دادند. در سال ۱۳۵۶ برای ادامه تحصیل در مقطع دکترا به امپریال کالج لندن رفت. در لندن پس از آشنایی با رضا رئیس‌طوسی -از اعضای با سابقه سازمان مجاهدین خلق- جذب سازمان گردید و فعالیت‌های سیاسی خود را ادامه داد. پس از انقلاب، در اوایل اسفند ۵۷ به ایران بازگشت و در بخش فرهنگی سازمان مجاهدین خلق شروع به همکاری کرد.
تیرماه ۱۳۵۹ آغاز تغییرات بزرگ سیاسی برای رفیعی بود او که همراه با رضا رئیس طوسی و حمید نوحی ماه‌ها بود به عملکرد مرکزیت سازمان مجاهدین خلق معترض بودند با انتشار مکتوبی با عنوان «روند جدایی» از این سازمان جدا شدند. آن‌ها معتقد بودند که این سازمان دچار فقدان دموکراسی، خودبزرگ بینی مرکزیت و به ویژه رهبری آن، مشی توطئه‌گرانه و قدرت‌طلبانه مرکزیت و تضاد مواضع علنی و مخفی در راس است
رفیعی در سال ۱۳۶۶ با دعوت دانشکده علوم دانشگاه تهران، به این دانشگاه رفت و به تدریس و تحقیق در رشته پلیمر پرداخت. وی در این سال‌ها به مطالعات اقتصادی و توسعه‌ای ایران نیز مشغول بود. محصول تحقیقات او در این دوره انتشار کتابی تحت عنوان «توسعه ایران: نقدی بر گذشته راهی به سوی آینده» و پیشنهاد مدل الگوی توسعه درون‌زا برای ایران بود. در سال ۱۳۷۹ در راستای معرفی الگوی توسعه درون‌زا که در پیوند صنایع شیمیایی با توسعه کشاورزی بود، ماهنامه «شیمی و توسعه» را راه‌اندازی کرد. پس از انتشار پنجمین شماره این نشریه که همزمان با موج دستگیری گسترده فعالان ملی-مذهبی بود بازداشت شد و انتشار این نشریه متوقف شد.

## زندان

### زندان سال ۱۳۷۹
پس از انتخابات ریاست جمهوری دوم خرداد ۱۳۷۶ و انتخابات شوراها در سال ۱۳۷۸ در آستانه انتخابات مجلس ششم به همراه ۳۰ تن از فعالان سیاسی تشکل «فعالان ملی ـ مذهبی» را ایجاد کردند. در ۲۱ اسفند سال ۱۳۷۹ به همراه سایر فعالان ملی ـ مذهبی از جمله عزت‌الله سحابی، حبیب‌الله پیمان، رضا رئیس طوسی، محمد ملکی، محمد بسته‌نگار، محمد محمدی اردهالی، علیرضا رجایی، تقی رحمانی، هدی صابر، مسعود پدرام، سعید مدنی، رضا علیجانی، مرتضی کاظمیان و محمود عمرانی بازداشت شد. در زمستان ۱۳۸۱ در دادگاه انقلاب به اتهام «براندازی قانونی» محاکمه و به ۳ سال حبس محکوم شد.

### محاکمه دوباره
دوشنبه ۹ تیرماه ۱۳۹۳ با هجوم مأموران وزارت اطلاعات و دادستانی به منزل وی بازداشت شد و کلیه مقالات تحقیقاتی و حتی مجلات رسمی و کتب چاپ شده و اینترنتی و هزاران پرینت خبرها و تحلیل‌های منتشر شده در مطبوعات داخلی و رسانه‌های مجازی، تلفن همراه، دفاتر تلفن شخصی، مودم، لب تاپ و رسیور ماهواره و همچنین دفاتر شخصی همسر ایشان را ضبط کردند اما پس از آن با قرار وثیقه ۵۰۰ میلیون تومانی و ممنوع خروج کردن او محاکمه جدیدی را شروع شد. حسین رفیعی و همسرش با نوشتن چندین نامه به رفتارهای صورت گرفته و روند دادرسی اعتراض کرده‌اند.
یک سال بعد در سوم خرداد ۱۳۹۴ شعبه ۱۵ دادگاه انقلاب به ریاست قاضی صلواتی، حسین رفیعی را در مجموع به ۶ سال حبس و دو سال محرومیت از عضویت در احزاب و فعالیت رسانه‌ای و مطبوعاتی محکوم کرد. بخشی از محکومیت حسین رفیعی به خاطر فعالیت ضد جنگ در شورای صلح به ریاست شیرین عبادی برنده جایزه نوبل صلح در سال ۲۰۰۳ بوده که از نظر قاضی دادگاه این فعالیت‌های ضد جنگ و تحریم با “هدف فشار بر ارکان نظام به‌ویژه دستگاه دیپلماسی جهت عقب‌نشینی در زمینه مسائل سیاست خارجی و به‌ویژه «پرونده هسته‌ای» صورت گرفته‌اند.
۲۶ خرداد ۱۳۹۴ در حالی که منتظر دادگاه تجدید نظر حکم صادر شده از جانب قاضی صلواتی بود در خیابان بازداشت و به زندان اوین منتقل شد. انتقال او با اجبار صورت گرفت و بازداشت کنندگان هیچ حکم قضایی به وی نشان ندادند و در زندان اوین هم تأکید کرده‌اند این بازداشت با دستور دادستانی تهران است. او پس از بازداشت در تماس با همسرش اعلام کرد که به علت اینکه نهاد بازداشت کننده اش مشخص نیست و بدون احضار قبلی و ناگهانی در خیابان بازداشت شده دست به اعتصاب دارو و غذا خواهد زد. حسین رفیعی بارها از زندان به مسئولان نامه نوشته‌است و نسبت به بازداشت خود و شرایط بیماری‌زای بند ۸ اوین جایی که او از زمان بازداشت در آن به سر می‌برد اعتراض کرده‌است.

### اعتراض نهادهای بین‌المللی
نهادهای بین‌المللی از جمله عفو بین‌المللموسسه دانشمندان در خطر در اعتراض به این بازداشت گزارش نوشتند همچنین استادان دانشگاه‌های بین‌المللی با انتشار نامه اعتراضی خود در نشریه علمی ساینس اعلام اعتراض کردند. این ۳۶۰ استاد دانشگاه که در میان آنها نام نوام چامسکی هم به چشم می‌خورد در نامه‌ای سرگشاده از حسن روحانی خواسته‌اند که زمینه آزادی فوری و بی قید و شرط آقای رفیعی را فراهم کند آنها معتقد بودند او «به دلیل بیان دیدگاه‌های سیاسی و مسالمت آمیز» زندانی شده‌است.

## آثار
- روند جدایی[۳]
- تکنولوژی پلیمرها[۱۹]
- توسعه ایران: نقدی بر گذشته راهی به سوی آینده[۲۰]
- آن سوی جهانی سازی[۲۱]
- زمستانی سیاه از «بهار بغداد»، کارنامه عملکرد ۵ ساله آزادی خواهان آمریکا و انگلیس در عراق[۲۲]
- نیم قرن پتروشیمی ایران[۲۳]
- توافق ژنو؛ مصالح، منافع و امنیت ملی: تحقق وعده‌های انتخاباتی آقای روحانی[۲۴]
- مقالات توسعه اقتصادی منتشر شده در جراید[۲۵]
- اقتصاد مقاومتی؛ امتناع یا اقبال[۲۶]
- آمریکا، منطقه، ما و انقلاب[۲۷]
- از شریعتی تا ملی مذهبی[۲۸]
- ارائه راهبردهای مؤثر در پژوهش شیمی با توجه به نیاز جامعه و نقش دانشگاه در آن[۲۹]
- "براندازی قانونی"؟!![۳۰]
- جمهوری اسلامی ایران را به کجا می‌برند؟[۳۱]
- اغماض یا اغتنام[۳۲]
- جهانی شدن در بستر سرمایه‌داری. به همراه علی یوسفی. ۱۳۹۲[۳۳]